# Oshiwambo
Oshiwambo of Wambo is een Bantoetalengroep die wordt gesproken in het zuiden van Angola en het noorden van Namibië. De talen in deze groep zijn nauw aan elkaar verwant.
Talen die tot de groep behoren zijn:
- Ndonga of Oshindonga
- Kwanyama of Oshikwanyama
- Kwambi of Oshikwambi
- Ngandyera of Oshingandyera
- Eunda
- Kwaludhi